# Sondré (Béré)
Pour les articles homonymes, voir Sondré.
Sondré est une commune rurale située dans le département de Béré de la province du Zoundwéogo dans la région du Centre-Sud au Burkina Faso.

## Géographie
Sondré est situé à environ 7 km à l'est de Béré.

## Santé et éducation
Sondré accueille un centre de santé et de promotion sociale (CSPS) tandis que le centre médical (CMA) le plus proche se trouve à Manga.